# Damaschkeplan
Damaschkeplan ist ein Ortsteil der Stadt Calbe (Saale) im Salzlandkreis.

## Lage und Siedlung
Damaschkeplan liegt zwischen der Stadt Calbe und Nienburg (Saale), direkt an der Saale (etwa beim 21. Kilometer). Es besteht aus zwei Siedlungsteilen: Der älteste Siedlungskern befindet sich direkt an der Straße und entspricht dem ehemaligen Gut der Familie Bartels. Dieses wurde später um Wohnhäuser ergänzt, die direkt südlich der Gutsgebäude entstanden und heute eine geschlossene Ortslage bilden. Zudem wurden später westlich der Straße weitere landwirtschaftliche Gebäude errichtet.
Nördlich entstand später das Fürsorge-Erziehungshaus für Mädchen. In der DDR wurde es als Kinderheim genutzt. Heute wird das Areal als Neue Siedlung zu Damaschkeplan gezählt. Auch bei diesem Kinderheim entstanden später südlich Wohnhäuser. Nördlich wurden zudem landwirtschaftlichen Einrichtungen erbaut, darunter eine Biogasanlage.

## Geschichte
1884–1885 wurde von Otto Bartels ein Gutshof errichtet, dessen Herrenhaus nach damaligem Geschmack schlossähnlich im Neorenaissance-Stil gestaltet wurde. Dem Gut wurde 1886 der amtliche Namen Bartelshof verliehen. Es wurde als landwirtschaftliche Musterwirtschaft mit einer großen Obstplantage und großem Park beschrieben. Die erhaltenen Bauwerke des Bartelshofs stehen als Baudenkmal Barthelshof unter Denkmalschutz.
Die anfängliche Benennung von Gutshöfen nach ihren Gründern sowie deren Entwicklung zu Ortsteilen und somit zu Gutsdörfern ist im 19. Jahrhundert häufiger anzutreffen. Im Jahr 1912 lebten in Bartelshof 181 Menschen, wovon 48 zum Fürsorge-Erziehungshaus gehörten. Der Ortsteil wurde im Zug der Bodenreform nach 1945 in Damaschkeplan umbenannt. Als Namensgeber wählte man Adolf Damaschke, der führend an der Bodenreform beteiligt war. Das Wort Plan findet in Mitteldeutschland häufiger Benutzung zur Bezeichnung von ebenen Flächen.

## Verkehr
Gegründet wurde der ursprüngliche Gutshof an der Kreis-Chaussee von Calbe nach Nienburg, heute Teil der Landesstraße 65. Sie trägt im Bereich der beiden Siedlungen heute den Namen Damaschkeplan. Auf Veranlassung von Otto Bartels bekam der Bartelshof auch eine eigene Bahnstation an der Bahnstrecke Bernburg–Calbe (Saale), die 1890 eröffnet wurde. Der Bahnhof ist heute stillgelegt. Mit „Calbe, Damaschkeplan“ und „Damaschkeplan, Neue Siedlung“ bestehen zwei Bushaltestellen im Siedlungsbereich, die den Ortsteil an die benachbarten Städte anbinden.